# Drupadia cinderella
Drupadia cinderella is een vlinder uit de familie van de Lycaenidae. De wetenschappelijke naam van de soort is voor het eerst geldig gepubliceerd in 1974 door Cowan.